# Лаура Поанте
Лаура Поанте (рум. Laura Poantă, 10 березня 1971, Агніта, Сібіу, Румунія) — румунська терапевтка, учений-медик, письменниця, перекладачка з англійської та італійської мов і графічний дизайнер. Член Спілки письменників Румунії.

## Біографія
Лаура Поанте народилася в місті Агніта в сім'ї письменників Петру Поанте (Petru Poantă) та Ірини Петраш. У 1989 році вона закінчила Коледж образотворчих мистецтв «Ромул Ладеа» в Клуж-Напоці за спеціальністю малюнок, графічний дизайн та оздоблення, а потім, у 1995 році — медичний факультет Медичного та фармацевтичний університет імені Юліу Гаєгану (тепер Клузький університет) за спеціальністю загальна медицина.

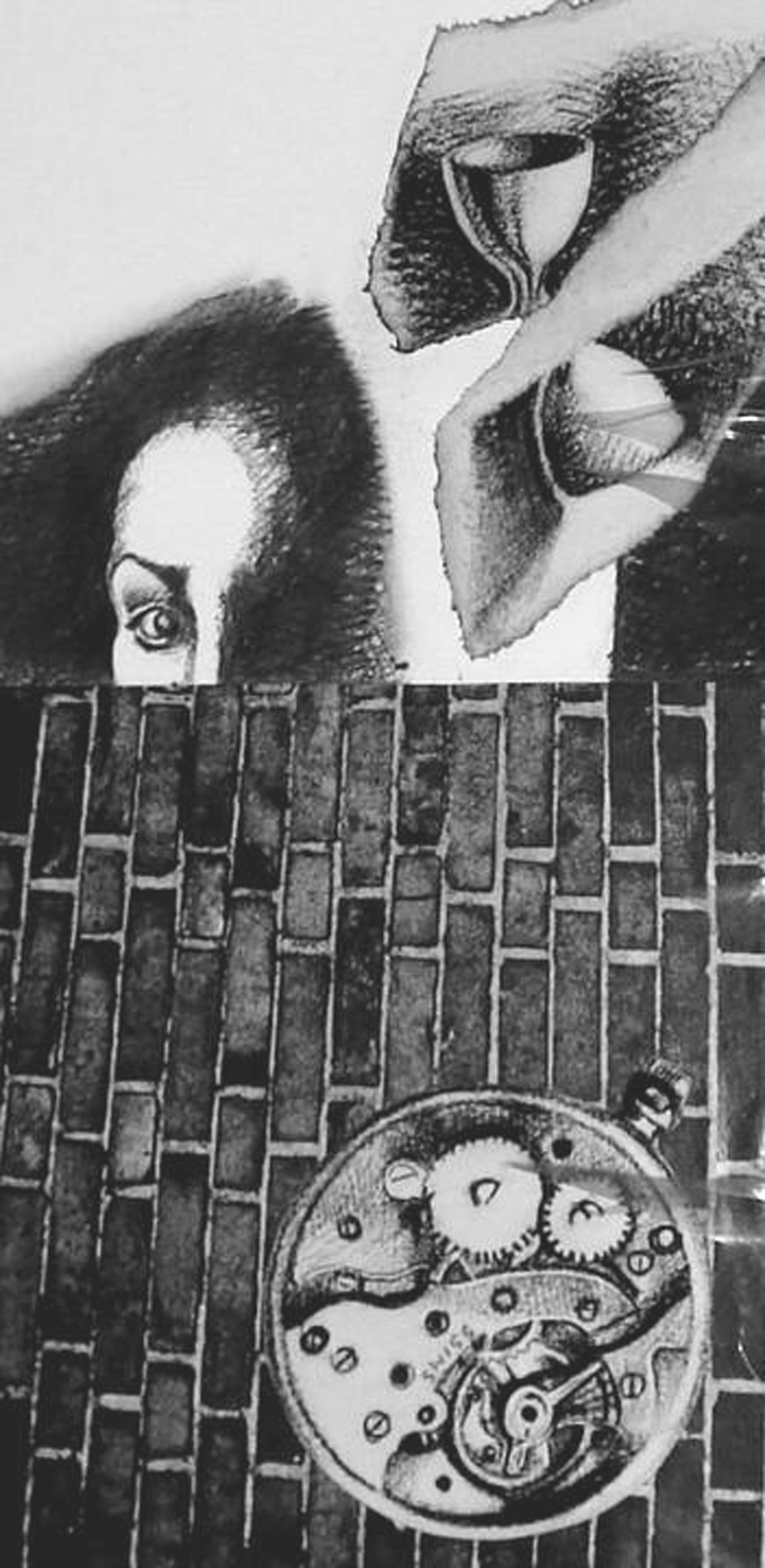
Графіка. Баковіана

У 2002 році вона стала викладачем, потім, у 2009 році доцентом в Університеті медицини та фармації імені Юліу Гаєгану, а з 2004/2005 навчального року доктором наук та старшим лікарем внутрішньої медицини.
Першою книжкою, яку переклала Лаура Ірина Поанте з італійської на румунську мову, була «Ліфт» Едмондо де Амічіса. Пізніше були книги для дітей, книги на медичні теми та твори письменників Оскара Вайльда, Едгара По, Кетрін Менсфілд, Марка Твена, Луїджі Піранделло та Девіда Грейга.
З 2010 року Лаура Поанте є президентом Товариства лікарів-художників міста Клуж.